# 2MASS J03140344+1603056
2MASS J03140344+1603056 ist ein Brauner Zwerg im Sternbild Widder. Er wurde 2008 von I. Neill Reid et al. entdeckt. Er gehört der Spektralklasse L0 an. Seine Position verschiebt sich aufgrund seiner Eigenbewegung jährlich um 0,25 Bogensekunden.